# Ryck
Der Ryck (gesprochen [ʀɪk]) ist ein 30,7 Kilometer langer Fluss im Osten von Mecklenburg-Vorpommern (Deutschland), der bei Greifswald in die Dänische Wiek als Teil des Greifswalder Boddens (Ostsee) mündet.

## Name
Der Name leitet sich vom polabischen Wort Rjeka bzw. Rěka für „Fluss“ ab. In Urkunden aus dem 13. Jahrhundert werden auch die Namen „Reke“ und „Hilda“ (wie der ursprüngliche Name des benachbarten Klosters Eldena) genannt. „Hilda“ ist dabei der älteste überlieferte Name des Flusses; eine Urkunde von 1241 bezieht sich auf den „Hildam fluvium“. Zwar ist die älteste urkundliche Erwähnung des Klosters als „Hilda“ von 1199 und damit älter, doch ist gleichwohl davon auszugehen, dass das Kloster nach dem Fluss benannt wurde und nicht umgekehrt.

## Flussverlauf

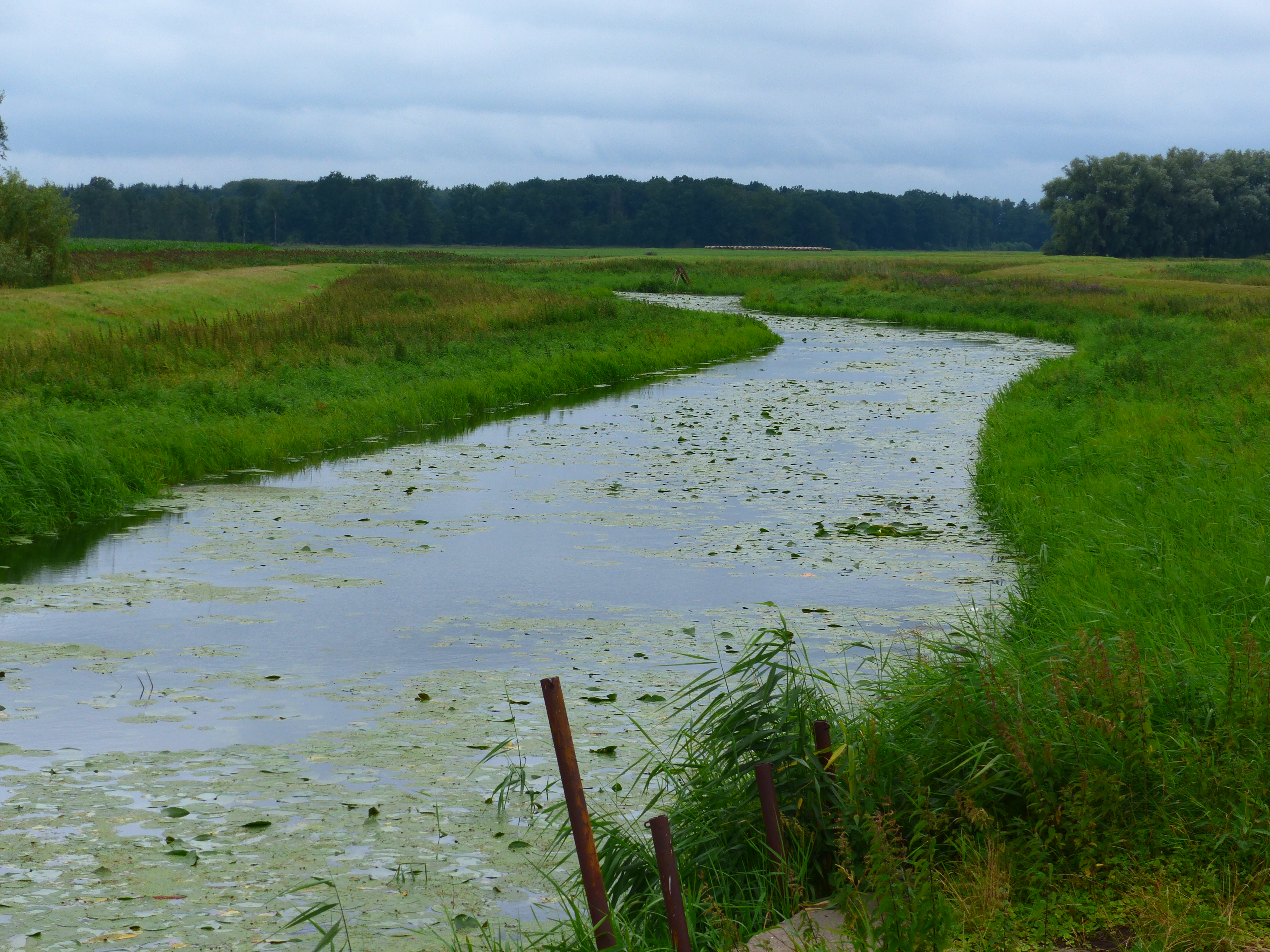
Ryckgraben bei Groß Petershagen

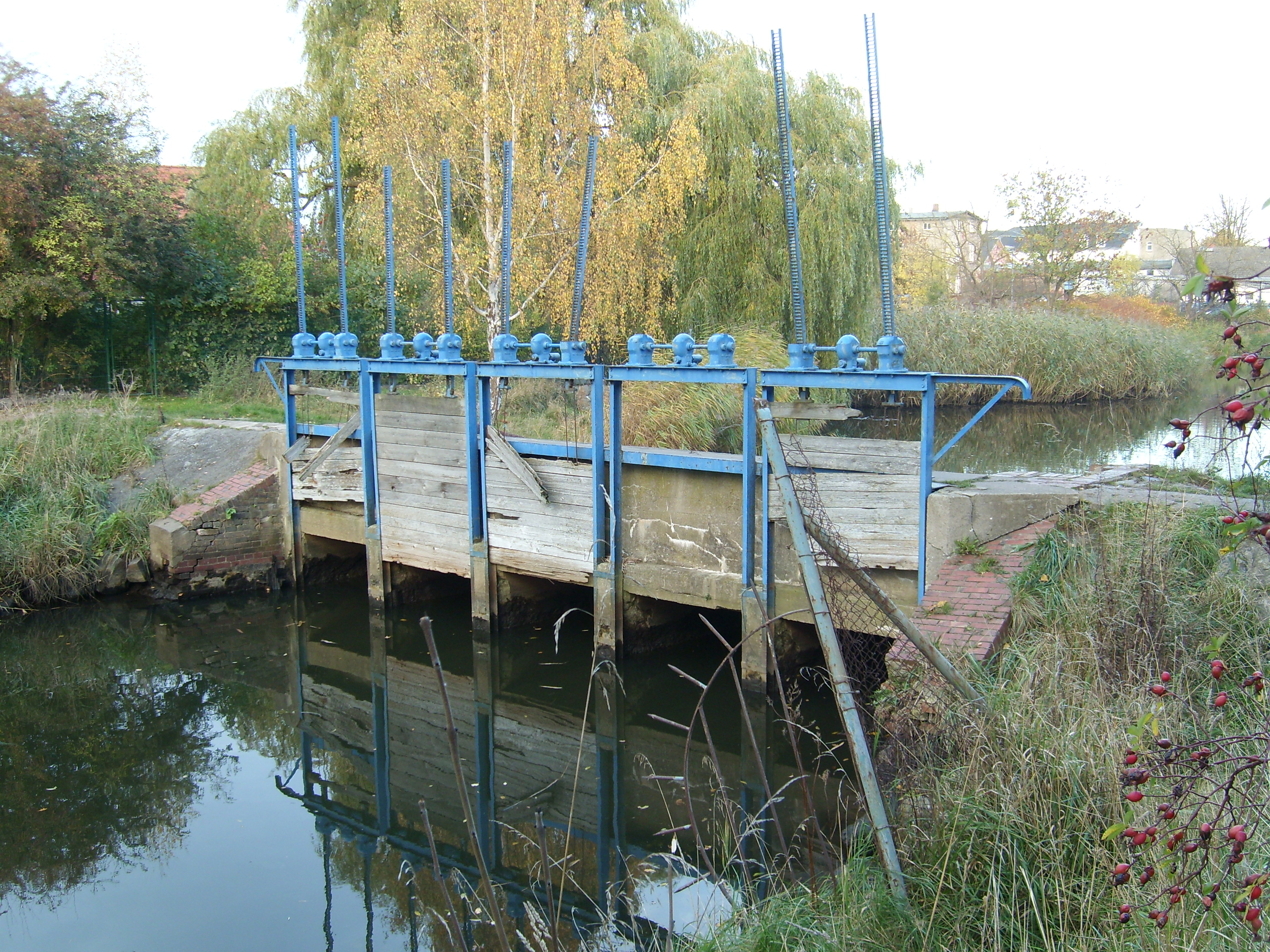
Das inzwischen zurückgebaute alte Wehr am Ryckgraben kurz vor dem Greifswalder Museumshafen im Zustand von 2008

Der Ryck entspringt im Landkreis Vorpommern-Rügen als Ryckgraben. Dieser wiederum hat einen hydrologischen und einen namentlichen Ursprung. Der hydrologische Ursprung liegt im nordwestlichen Teil, Bremerhagen Forst, des Dorfes Bremerhagen in der Gemeinde Sundhagen. Das dort entspringende namenlose Gewässer fließt erst west- und dann südwärts und stößt südöstlich von Hohenwarth (zu Grimmen) auf den namentlichen Ryckgraben. Dieser zweigt beim Grimmener Wohnplatz Heidebrink vom Schwedengraben ab, der bei der Brücke der B 96 wiederum in den Ryckgraben mündet.
Der Ryckgraben fließt von der Vereinigung von hydrologischem und nominellem Oberlauf in östlichen Richtungen. Einige Kilometer lang liegt sein Wasserspiegel bei 20 cm unter NHN, gehalten von einem Pumpwerk südlich von Horst. 9,9 km vor der Mündung ins Meer erreicht das Gewässer die Stadtgrenze von Greifswald und wird ab hier Ryck genannt. Ab dem Heimattierpark Greifswald ist der Ryck in die Greifswalder Befestigungsanlagen einbezogen. Dann unterquert der Ryck eine Eisenbahnbrücke der Bahnstrecke Greifswald–Ladebow und gleich danach die Steinbecker Brücke mit der Stralsunder Straße. Ab hier ist er die letzten fünf Kilometer bis zum Meer schiffbar. Hier bildet er auch einen Teil des Greifswalder Hafens, der vor der Altstadt allerdings nur noch Museumshafen ist. Im Ortsteil Wieck überspannt ihn die historische Wiecker Holzklappbrücke. Daran schließen sich Anlagen zur Sportschifffahrt von Yachtclubs und das in den 2010er Jahren neu gebaute Sturmflutsperrwerk an. Danach mündet er in die Dänische Wiek, den südlichen Teil des Greifswalder Boddens. Das Einzugsgebiet des Ryck umfasst ca. 23.400 ha.

### Boltenhäger Teich

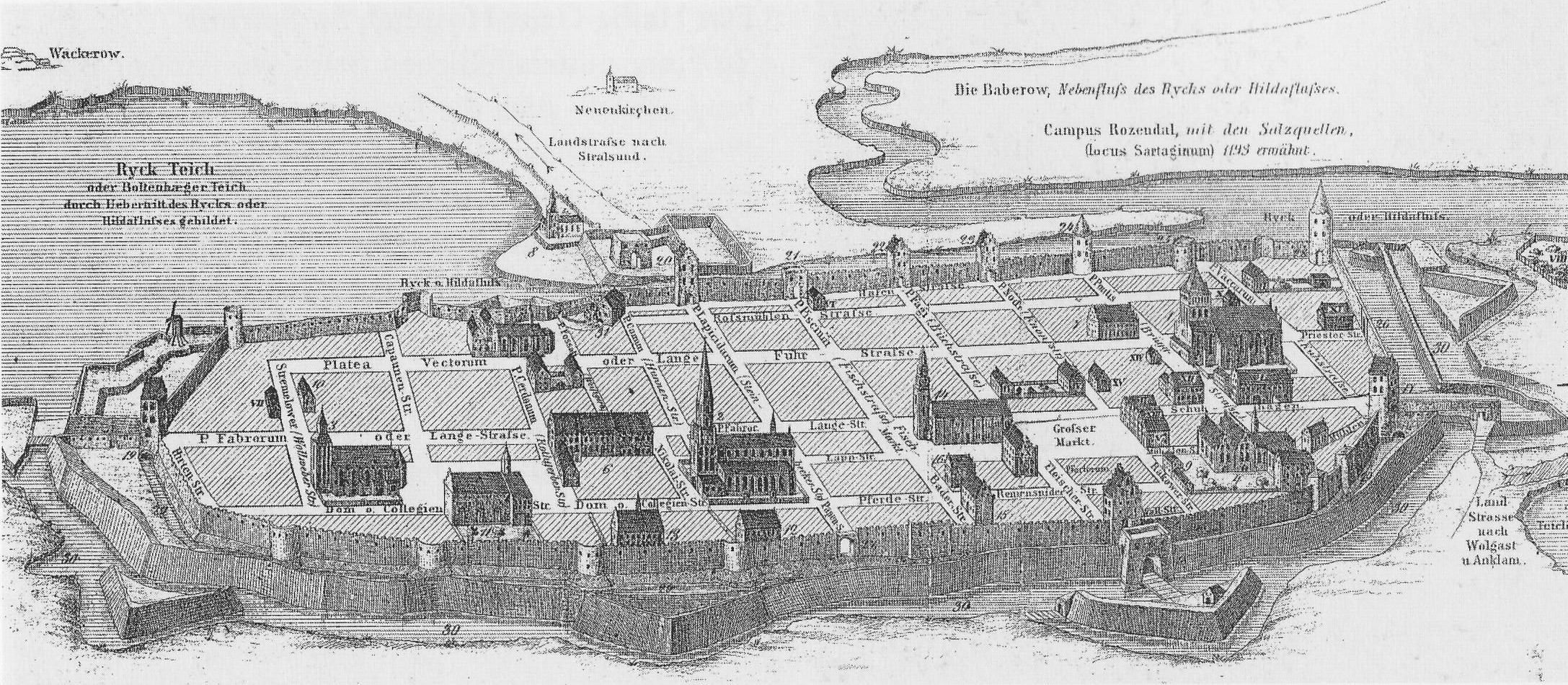
Greifswald im Mittelalter (Rekonstruktion von Theodor Pyl nach historischen Aufzeichnungen)

Ursprünglich existierte im Nordwesten Greifswalds der erstmals 1288 urkundlich erwähnte Boltenhäger Teich, auch Ryckteich genannt, den der Ryck durchfloss. Bei dem Teich handelte es sich um ein relativ flaches Gewässer, das schließlich im 19. Jahrhundert vollständig austrocknete.

### Baberow
Im Norden Greifswalds existierte zudem die Baberow, einer der damaligen Nebenarme des Ryck. Die Baberow hatte ihren Zufluss in den Ryck, der heutigen Ladebower Chaussee und der Salinenstraße folgend, beim heutigen Yachthafen ⊙.

### Altes und Neues Tief

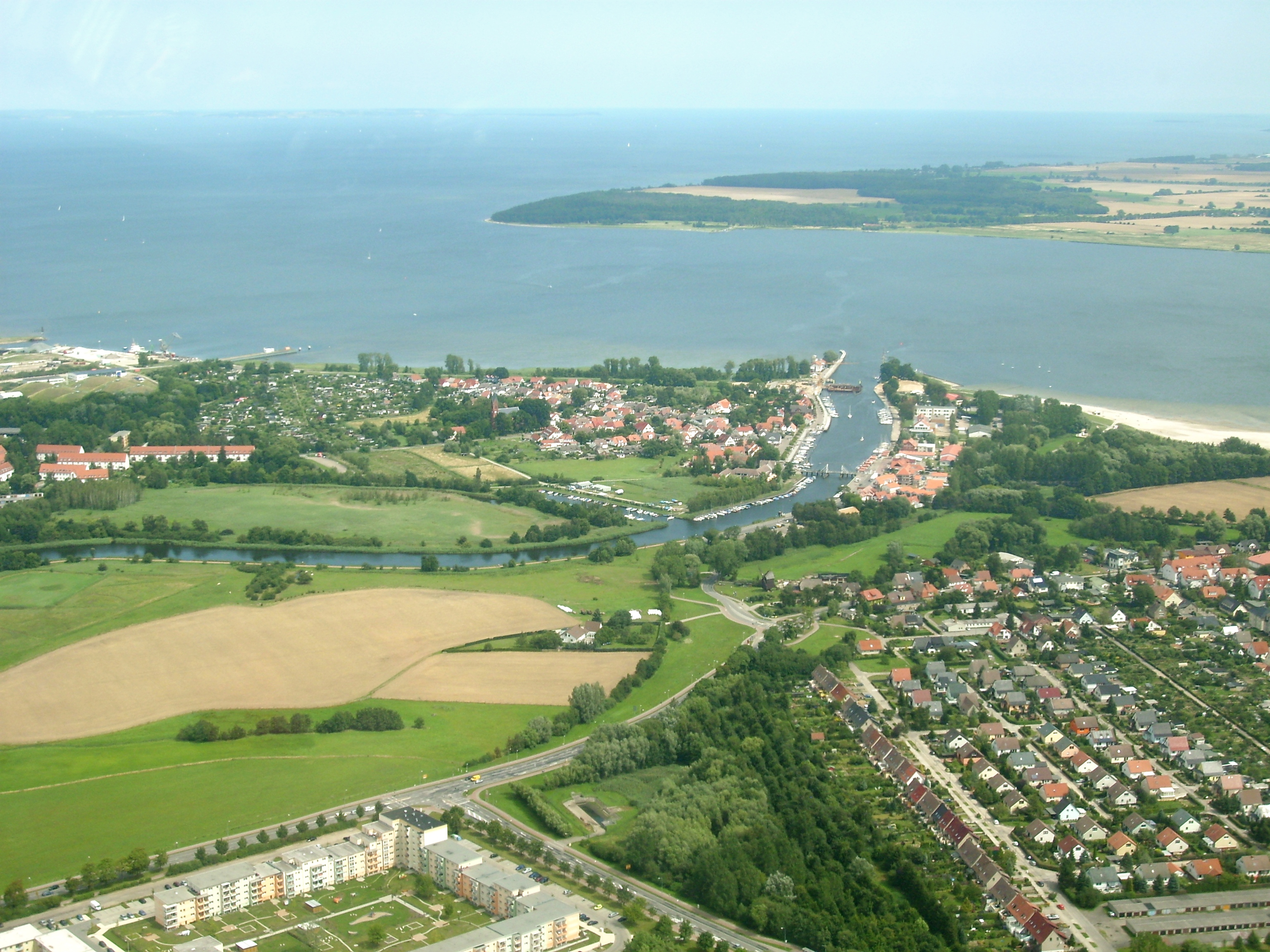
Ryckmündung während des Baus des Sperrwerks

Vor der Nordverlegung seiner Mündung (Neues Tief) um das Jahr 1300 mündete der Ryck direkt nördlich des Klosters Eldena auf dem Gebiet des heutigen Strandbades Eldena in die Dänische Wiek (Altes Tief). Die beiden Mündungsarme existierten über 250 Jahre nebeneinander; erst in der zweiten Hälfte des 16. Jahrhunderts wurde das Alte Tief gesperrt, um der Versandung des Ryck vorzubeugen. Das Strandbad selbst wurde größtenteils erst 1971/1972 durch Seesandaufspülung zur heutigen Ausdehnung erweitert.

## Wasserrechtliche Einordnung
Der Ryck ist zum größten Teil ein Gewässer zweiter Ordnung im Sinne des § 48 Abs. 1 Nr. 2 Landeswassergesetz Mecklenburg-Vorpommern (LWaG M-V), lediglich die letzten 5,5 km sind Gewässer erster Ordnung nach § 48 Abs. 1 Nr. 1 und geltem als Bundeswasserstraße.
Der Ryck ist der Flussgebietseinheit „Warnow/Peene“ nach § 1b Abs. 1 Nr. 10 WHG, § 130 Abs. 1 Nr. 4 LWaG M-V zugeordnet.
Der Fluss liegt im Zuständigkeitsbereich des Wasser- und Bodenverbands Ryck-Ziese.

## Bundeswasserstraße
Der schiffbare Teil des Ryck (Ry) ab Ostkante der Steinbecker Brücke in Greifswald (km 25,11) ist eine Bundeswasserstraße der Klasse IV. Dieser 5,5 Kilometer lange Teil ist gemäß § 1 Abs. 1 Nr. 20 SeeSchStrO eine Seeschifffahrtsstraße, auf der die Seeschifffahrtsstraßen-Ordnung gilt; er fällt in den Zuständigkeitsbereich des Wasserstraßen- und Schifffahrtsamtes Ostsee.

## Wirtschaftliche Nutzung

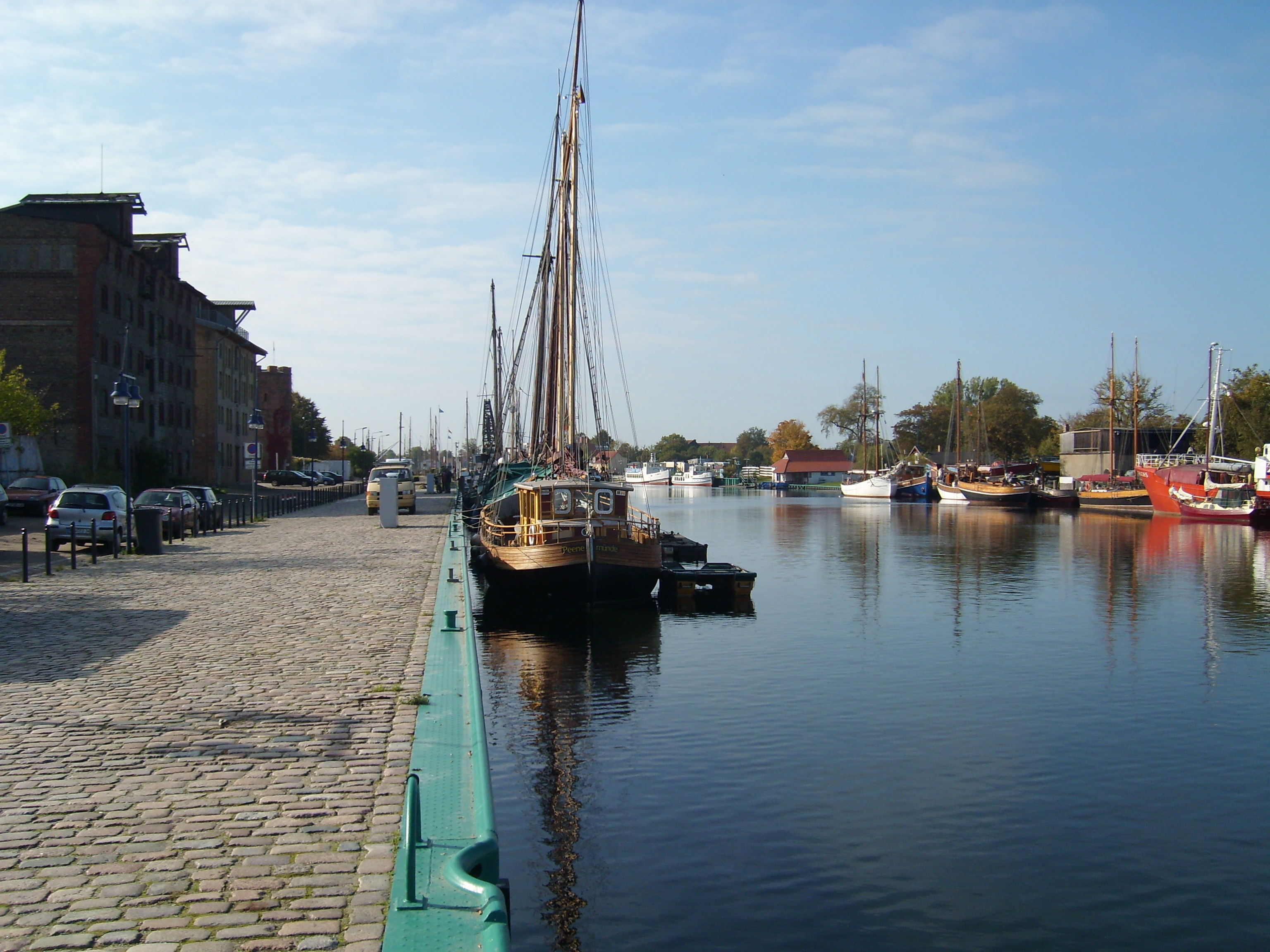
Der Greifswalder Hafen vom östlichen Hafenende aus gesehen

Als wirtschaftlicher Faktor war der Ryck bereits im Mittelalter für die damals noch junge Stadt Greifswald von großer Bedeutung; allerdings war der Ryck schon damals erst ab dem Gebiet des heutigen Museumshafens schiffbar und erlangte nie Relevanz für den Binnenhandel. Der Ende des 13. Jahrhunderts angelegte und zunächst einzige Greifswalder Hafen war daher ein Seehafen. Durch ihn hatte die Stadt Verbindung zu den großen Ostseehäfen, erhielt 1250 lübsches Stadtrecht und wurde 1278 Mitglied der Hanse. Um das Jahr 1300 wurde dann der Wiecker Hafen angelegt; in diesem Rahmen wurde auch die Ryckmündung begradigt (siehe oben). Bereits im 14. und dann im 15. Jahrhundert genügten Ryck und Greifswalder Hafen allerdings nicht mehr den Anforderungen des Schiffsverkehrs, da er – anders als die Häfen in Stralsund, Wismar oder Rostock – versandete. Der Flusslauf musste schon damals regelmäßig gereinigt und vertieft werden. Als am Ende des 17. Jahrhunderts die Bedeutung der Hanse zurückging, wurde der Hafen über 150 Jahre vernachlässigt. Die Wassertiefe betrug weniger als zwei Meter, sodass die großen Schiffe nur noch in Wieck anlegen konnten. Ab 1858 wurde der Fluss zu einer modernen Wasserstraße mit 56 Metern Breite und 3,2 Metern Tiefe ausgebaut. Heute spielen die Häfen von Greifswald und Wieck wirtschaftlich nur noch eine untergeordnete Rolle und dienen hauptsächlich der Freizeitschifffahrt. Der ehemalige Stadthafen wurde zum Museumshafen ausgebaut und ist durch eine Fährverbindung mit Wieck und Ludwigsburg verbunden. Die nördlich davon gelegene ehemalige Greifswalder Saline, im Mittelalter ausschlaggebend für die Stadtgründung und lange Zeit bedeutender Wirtschaftsfaktor, ist insbesondere in den 1970er und 1980er Jahren exzessiv als Müllhalde genutzt worden. In den 1990er Jahren wurde diese Nutzung beendet und nach Sicherungsarbeiten Erdreich aufgeschüttet, so dass eine markante Hügellandschaft entstand, die durch eine Schafherde beweidet wird.

## Landschaftsgestalt
Die Rycklandschaft ist von Wiesenniederungen geprägt, deren zahlreiche kleine Wasserläufe den Fluss speisen. Der Ryck weist nur ein sehr geringes Gefälle und deshalb auch nur eine geringe Fließgeschwindigkeit auf. Während am Oberlauf nur 0,8 bis 1,5 Meter Wassertiefe gemessen werden, ist der schiffbare Teil etwa vier Meter tief; erst vom westlichen Stadtrand Greifswalds bis zur Mündung beim Stadtteil Wieck ist der Fluss schiffbar. Von Wackerow und der westlichen Greifswalder Feldmark an ist der Fluss bis zum Greifswalder Ortsteil Wieck beidseitig eingedeicht und damit von den ehemaligen Überflutungsflächen (Salzwiesen und Saline nördlich der Greifswalder Altstadt) abgeschnitten. Der Wasserstand wird durch eine Schleuse und ein Pumpwerk auf Höhe der Hunnenstraße reguliert. Die Südseite des Rycks ist auf dessen etwa sechs Kilometer langen Lauf durch Greifswald nahezu komplett bebaut, wohingegen sich auf seiner Nordseite zwischen den nur spärlich bebauten Ortsteilen Steinbeckervorstadt und Wieck eine weitläufige Wiesenlandschaft mit dem Ladebower Loch befindet, das bis zur Eindeichung in den 1950er Jahren ein Altarm des Ryck war und seit 1994 als geschützter Landschaftsbestandteil unter Naturschutz steht.

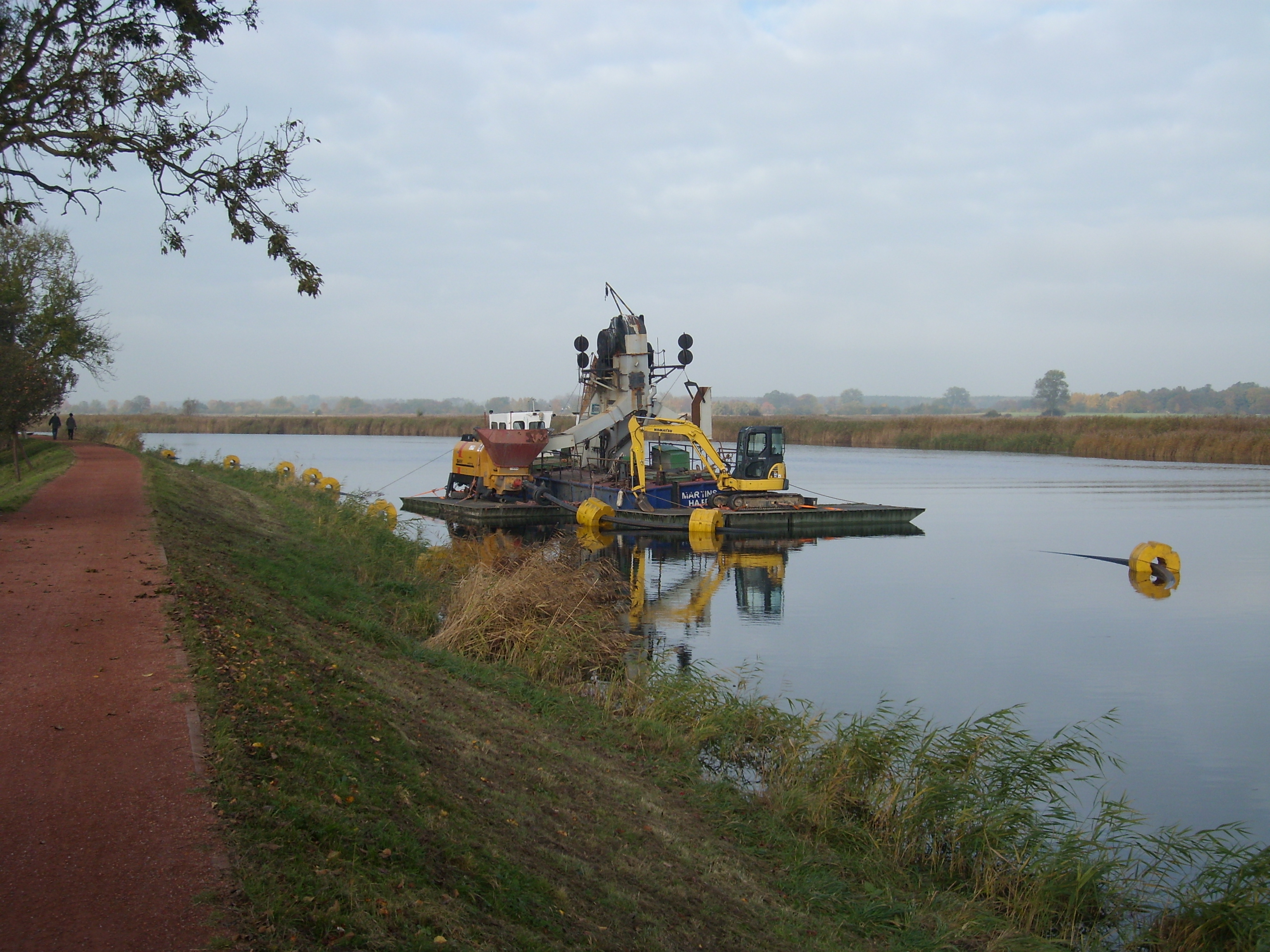
Ausbaggerung des Ryck im Oktober 2008, der Baggeraushub wird über eine Druckleitung auf das Spülfeld am Ryckwäldchen gepumpt

Vor seiner Unterschutzstellung wurde das Ladebower Loch mehrmals als Spülfeld für Baggeraushub aus dem Bereich des Wiecker Hafens genutzt. Seit Ende 2007 läuft die Ausbaggerung des Ryck vom Museumshafen bis zum Wiecker Hafen an, um den seit seiner letzten Ausbaggerung vor über zwanzig Jahren auf drei Meter Tiefe verschlickten Fluss wieder auf vier Meter zu vertiefen. Als Spülfeld dient nun ein östlich des Ryckwäldchens gelegenes Gebiet.

## Hochwasserschutz mit Sperrwerk

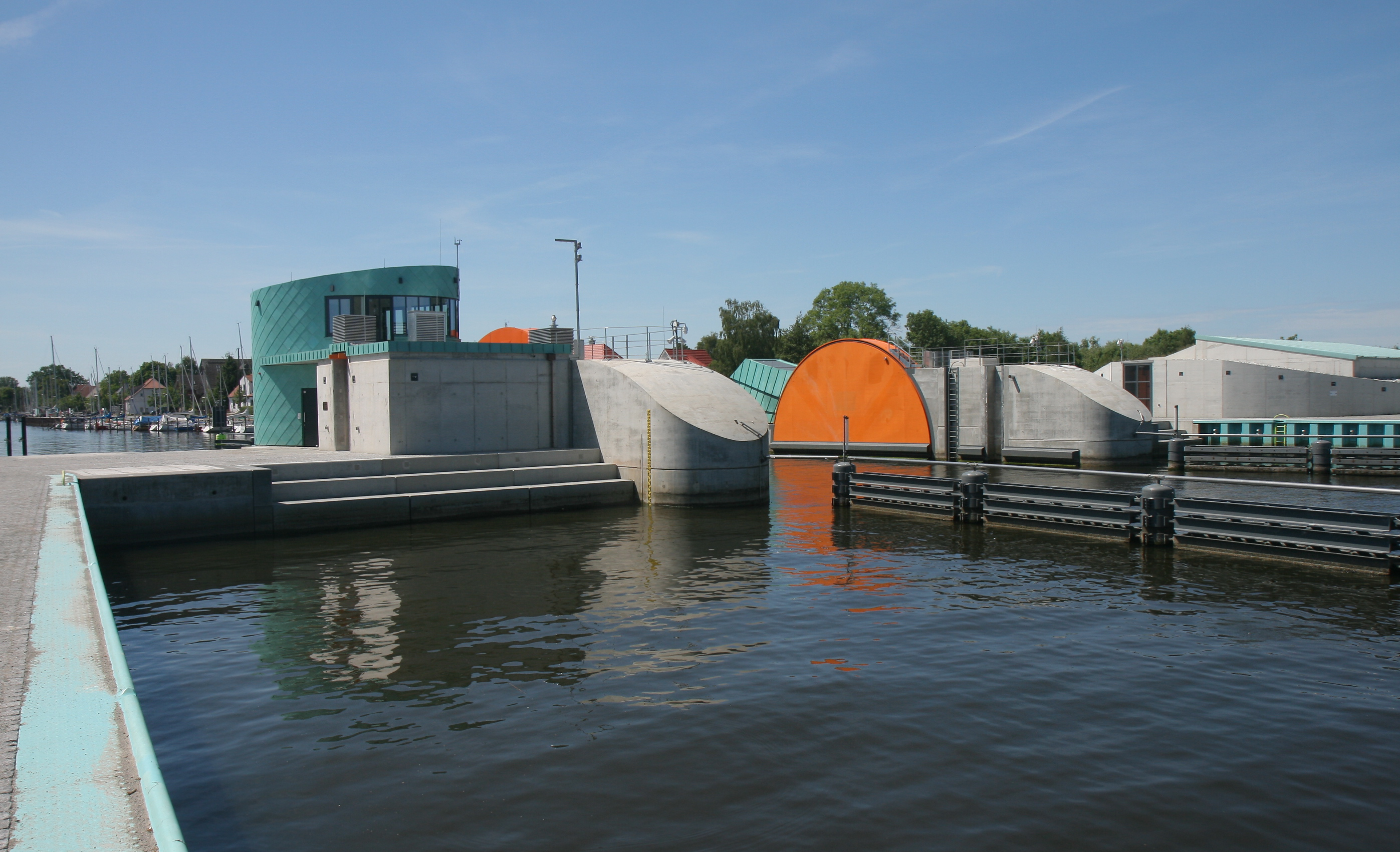
Sperrwerk

Bei bestimmten Wetterlagen, insbesondere bei Nordostwind, drückt das Boddenwasser bis weit in das Greifswalder Stadtgebiet herein. Besonders gefährdete Stellen wurden erst im 19. oder 20. Jahrhundert eingedeicht, jedenfalls nach 1847.
Im September 2008 begannen die ersten Arbeiten für den Hochwasserschutz des Greifswalder Gebietes, als in Eldena ein Deich angelegt wurde. Das lange geplante Sturmflutsperrwerk an der Mündung des Ryck wurde nach sechs Jahren Bauzeit am 27. April 2016 feierlich eingeweiht. Damit werden die tieferliegenden Baugrundstücke der Hansestadt Greifswald vor Überflutung durch Sturmhochwasser geschützt. Das Sperrwerk nutzt ein Drehsegment mit horizontaler Achse, das bei Wasserständen ab 5,7 Meter am Pegel und einer Vorhersage von 1,10 Meter über Mittelwasser den Flusslauf verschließt. Mit dem Bau des Sperrwerks ist die Fertigstellung des Deichsystems in Greifswald-Wieck und Eldena verbunden. Der Bau des Sperrwerks mit dem entsprechenden Deichanschluss, eines der größten Projekte des Generalplans Küsten- und Hochwasserschutz im Land Mecklenburg-Vorpommern, kostete 42 Millionen Euro.
Durch den Bau des Sperrwerks wurde die Breite der Einfahrt in den Wiecker Hafen von 60 auf 21 Meter verengt. Dies erhöht die Fließgeschwindigkeit und steigert den Schwierigkeitsgrad bei der Einfahrt von Segelbooten unter Segeln.

## Brücken
Die bedeutendsten Flussquerungen sind von West nach Ost die Brücken für die Bundesstraßen B 96 und B 105, die Eisenbahnstrecke nach Stralsund, die Greifswalder Hafenbahn, die Brücke der Steinbecker-/Stralsunder Straße in Greifswald, die Klappbrücke für Fußgänger in der Nähe des Museumshafens Greifswald sowie die Klappbrücke im Ortsteil Wieck. Diese Brücke stammt aus dem Jahr 1887 und wird nach wie vor per Hand geöffnet. Die Eisenbahnbrücke der Hafenbahn zum Seehafen Ladebow ist unlängst durch einen Neubau ersetzt worden, in Betrieb genommen am 15. Januar 2014.

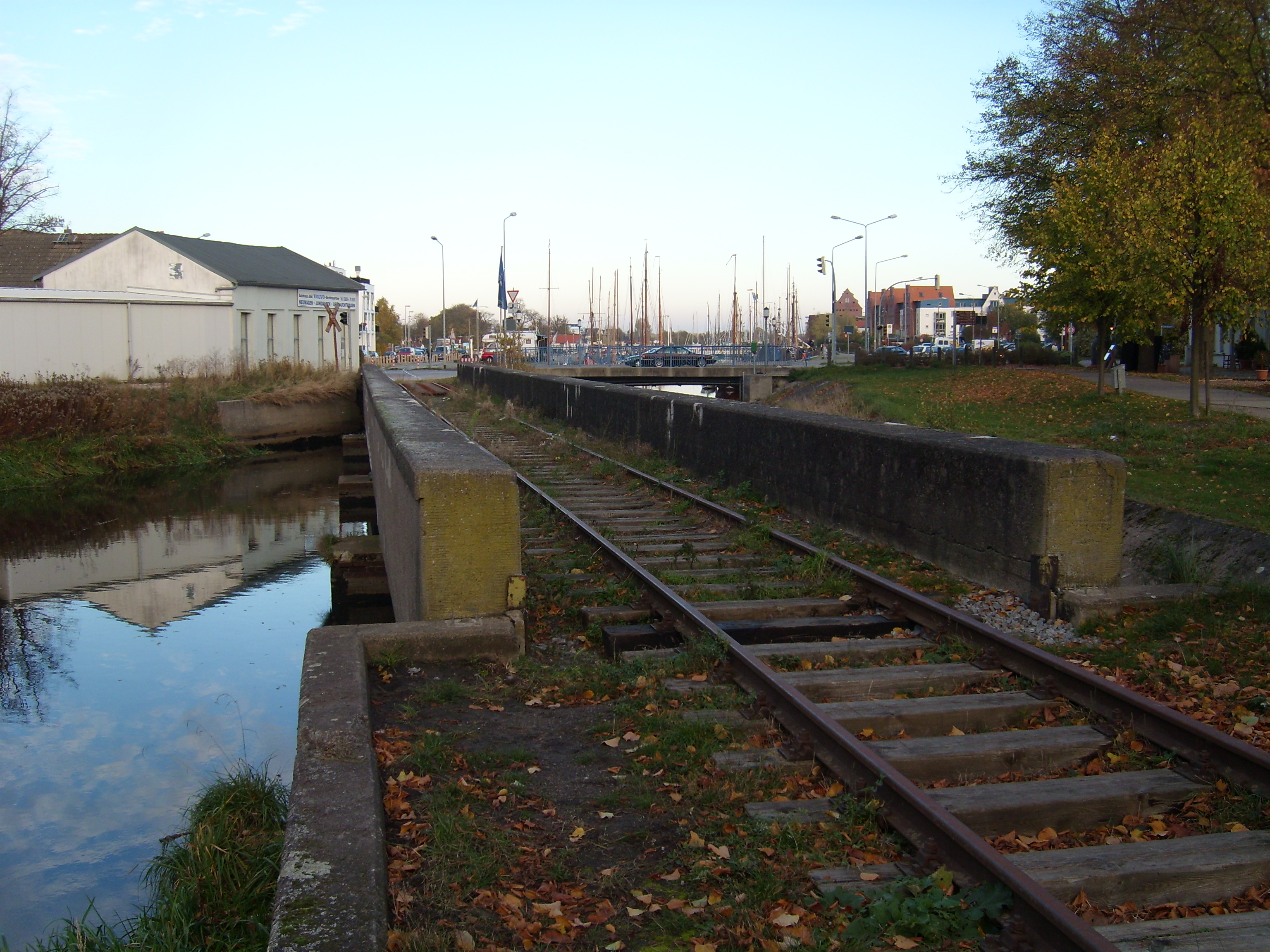
Alte Eisenbahnbrücke und Steinbecker Brücke vor dem Museumshafen
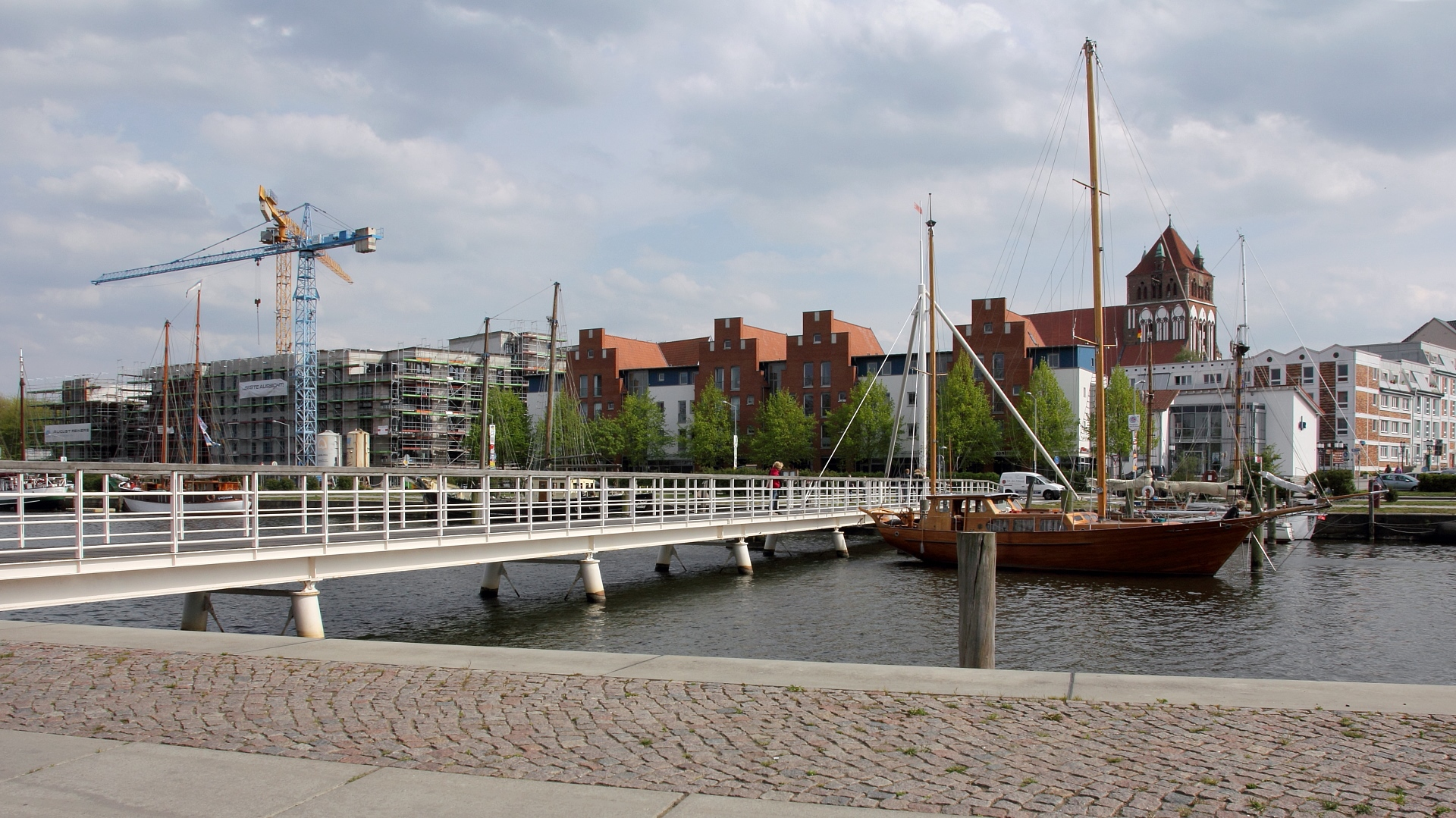
Fußgänger-Klappbrücke über die Ryck in Greifswald
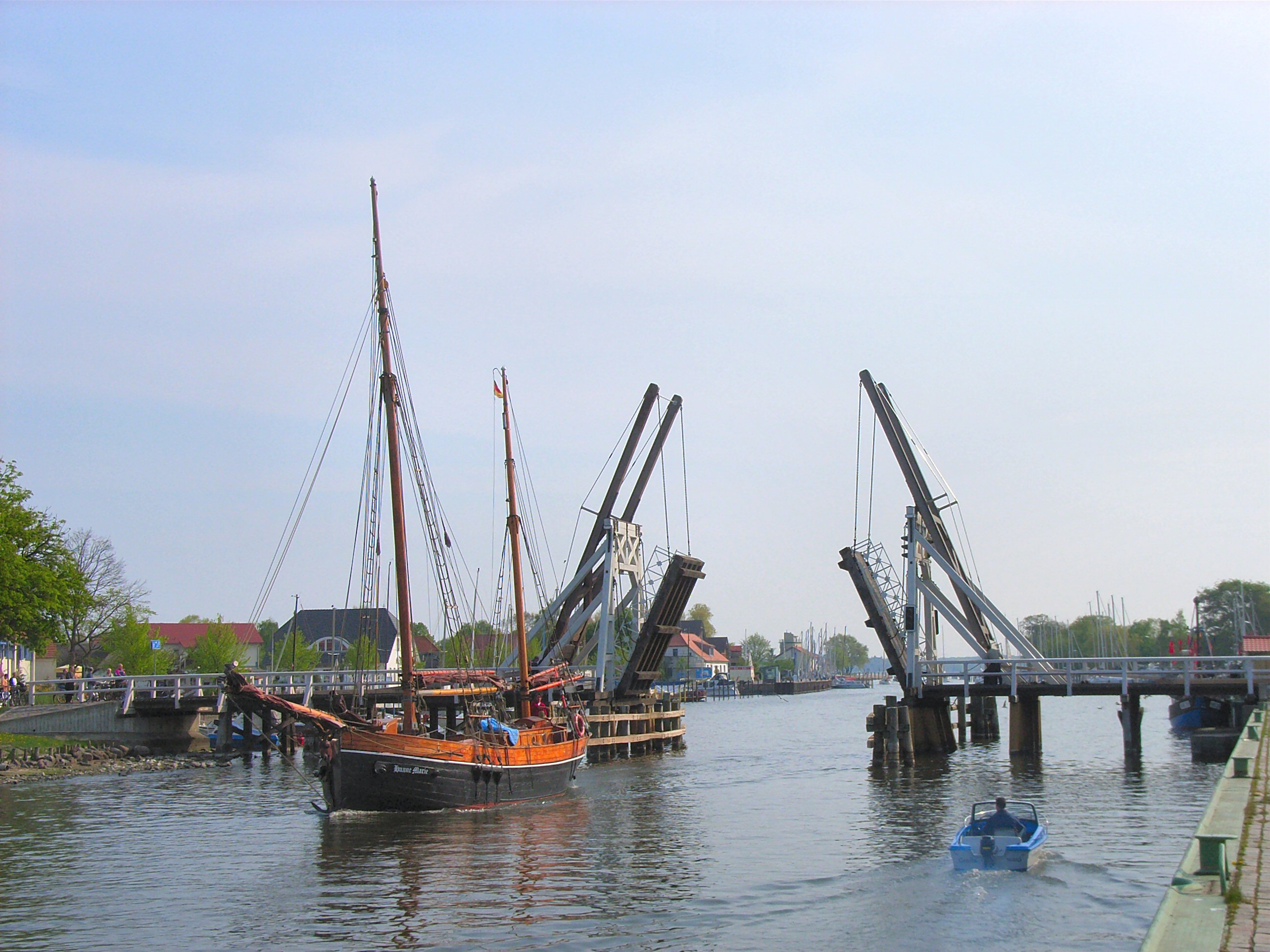
Klappbrücke in Wieck

## Zuflüsse
Der Ryck wird von Entwässerungsgräben und folgenden namentlich bekannten und/oder klassifizierten Gewässern gespeist.
– Der Wasser- und Bodenverband Ryck-Ziese benutzt zweierlei Gewässerbezeichnungen. Die in diese Tabelle eingetragenen stehen schon seit einigen Jahren in seinem nach Mitgliedsgemeinden unterteilten Kartenwerk. In den zugehörigen Tabellen des Verbandes stehen auch die mit Punkten unterteilten Nummern, die ins Gewässerportal des Landesamtes für Naturschutz und Geologie (LUNG) übernommen wurden. –
| Name                                                | GKZ                | WBV-NR.              | Mündung zur Ryck-Mündung | Seite                            | Anm. zur Mündung                 | Gewässerlänge                    | Lage der Quelle                                                                                          | Bemerkungen                                                                                              |
| --------------------------------------------------- | ------------------ | -------------------- | ------------------------ | -------------------------------- | -------------------------------- | -------------------------------- | --- | --- |
| Ryckgraben (WBV)                                    | 9656(11)           | Nr. 20               | Quelle 30,7 km           | Quellbach                        | Quellbach                        | Quellbach                        | Bremerhagen-Forst (Sundhagen)                                                                            | Bremerhagen-Forst (Sundhagen)                                                                            |
| Ryckgraben (DTK)                                    | 965611… 965612…    | Nr. 20/1/1, Nr. 21/2 | 26,7 km                  | rechts                           | gerade Fortsetzung               | 1,8 km                           | bei Heidebrink (Grimmen)                                                                                 | Pseudobifurkation: 750 m W → Schwedengraben (östl. Teil, km 5,5), 1050 m O → Quellbach                   |
| Schwedengraben                                      | 965612 966619      | Nr. 21               | 23,4 km                  | rechts                           | bei B 96                         | 8 km                             | Grimmen                                                                                                  | Pseudobifurkation: 8,4 km O → Ryck, 0,75 km W → Trebel                                                   |
| (Schöpfwerk Horst)                                  | (Schöpfwerk Horst) | (Schöpfwerk Horst)   | 19,3 km                  | Pumpwerk im Lauf des Ryckgrabens | Pumpwerk im Lauf des Ryckgrabens | Pumpwerk im Lauf des Ryckgrabens | | |
| Neuendorfer Graben (Name einschl. längerem Zufluss) | 96562              | Nr. 22               | 21,5 km                  | rechts                           |                                  | 6,79 km                          | zw. Dreieck A 20/B 96 und Wüsteney                                                                       | zw. Dreieck A 20/B 96 und Wüsteney                                                                       |
| Neuendorfer Graben (Name einschl. längerem Zufluss) | 965622             | Nr. 22/1             | (22,5 km)                | rechts                           | in 96562 bei 1 km                | 1,0 + 6,7 = 7,7                  | Klein Bisdorf (zu Süderholz)                                                                             | Klein Bisdorf (zu Süderholz)                                                                             |
| (Land- und) Bachgraben                              | 96564              | Nr. 24               | 19,0 km                  | rechts                           |                                  | 13,5 km                          | zw. Dersekow, Hinrichshagen und Subzow                                                                   | zw. Dersekow, Hinrichshagen und Subzow                                                                   |
| Rienegraben                                         | 96566              | Nr. 16               | 16,6 km                  | links                            | westlich von Groß Petershagen    | 12,5 km                          | Hildebrandshagen (zu Sundhagen-Behnkendorf); EZG = 40,3 km²                                              | Hildebrandshagen (zu Sundhagen-Behnkendorf); EZG = 40,3 km²                                              |
| -                                                   | 965674             | Nr. 18               | 11,6 km                  | rechts                           | Pumpwerk                         | 5,6 km                           | Griebenow (zu Süderholz)                                                                                 | bei km 5,1 Zuflüsse aus dem Schlosspark                                                                  |
| -                                                   | 965675…            | Nr. 19               | 10,6 km                  | rechts                           |                                  | ca. 3,5 km                       | Alt Ungnade                                                                                              | |
| -                                                   | 965675…            | Nr. 21               | 9,9 km                   | rechts                           | Dammfluss                        | ca. 4 km                         | zw. Alt- und Neu Ungnade                                                                                 | Unterlauf bei Greifswalder Stadtgrenze                                                                   |
| -                                                   | 965676             | Nr. 23               | 9,2 km                   | rechts                           | Dammfluss                        | 5,9 km                           | östlich von Zubzow                                                                                       | aus kleineren Rinnsalen                                                                                  |
| Brandteichgraben                                    | 965678             | Nr. 24               | 8,8 km                   | rechts                           | Pumpwerk                         | 5,5 km                           | Helmshagen 2                                                                                             | |
| Stadtgraben (plus Oberlauf)                         | 96568              | Nr. 25               | 4,8 km                   | rechts                           |                                  | 10,4 km                          | südlich von Potthagen                                                                                    | südlicher und östlicher Teil des Stadtgrabens                                                            |
| Kohlgraben                                          | 965692             | Nr. 12               | 3,2 km                   | links                            | Dammfluss                        | 8,815 km                         | nördl. von Dreizehnhausen                                                                                | aus langen Entwässerungsgräben                                                                           |
| Ketscherinbach                                      | 965693             | Nr. 26               | 1,3 km                   | rechts                           |                                  | 4,99 km                          | beim LUNG ohne Berücksichtigung unterirdisch verbundener Oberläufe; beim WBV mit Oberläufen (26/1, 26/2) | beim LUNG ohne Berücksichtigung unterirdisch verbundener Oberläufe; beim WBV mit Oberläufen (26/1, 26/2) |